# Dahlonega
Dahlonega je město v Lumpkin County, v Georgii, ve Spojených státech amerických. V roce 2011 žilo ve městě 5244 obyvatel. V roce 1828 v Dahlonega proběhla první zlatá horečka ve Spojených státech amerických.

## Demografie
Podle sčítání lidí v roce 2000 žilo ve městě 3638 obyvatel, které dohromady tvořilo 1060 domácností a 568 rodin. V roce 2011 žilo ve městě 2578 mužů (49,2 %), a 2666 žen (50,8 %). Průměrný věk je 23 let.